# Marley & jag
Marley & jag (originaltitel Marley & Me) är en amerikansk komedi från 2008 baserad på John Grogans självbiografiska bok med samma namn. Filmen är regisserad av David Frankel. I Sverige hade filmen biopremiär den 23 mars 2009 och släpptes på DVD den 22 juli 2009 i Sverige. Filmen är barntillåten.

## Handling
Filmen handlar om John Grogan (Owen Wilson) och Jennifer Grogan (Jennifer Aniston), som gifter sig och flyttar till en ny stad. En dag vill John överraska Jennifer med en hund och tar därför med henne till en valpkennel. När de väl är där är det många söta valpar att välja mellan. De väljer den minsta valpen, en labrador retriever, som John döper till Marley efter att valpen hört en låt på radion med Bob Marley och ylat med i låten. Men det John och Jennifer inte vet då är att Marley inte är en vanlig hund.

## Rollista i urval
- Owen Wilson - John Grogan
- Jennifer Aniston - Jennifer "Jenny" Grogan
- Eric Dane - Sebastian Tunney
- Kathleen Turner - Miss Kornblut
- Alan Arkin - Arnie Klein